# Semën Leonidovič Kožin
Semjon Leonidovič Kožin (in russo Семён Леонидович Кожин?; Mosca, 11 marzo 1979) è un pittore russo.

## Biografia

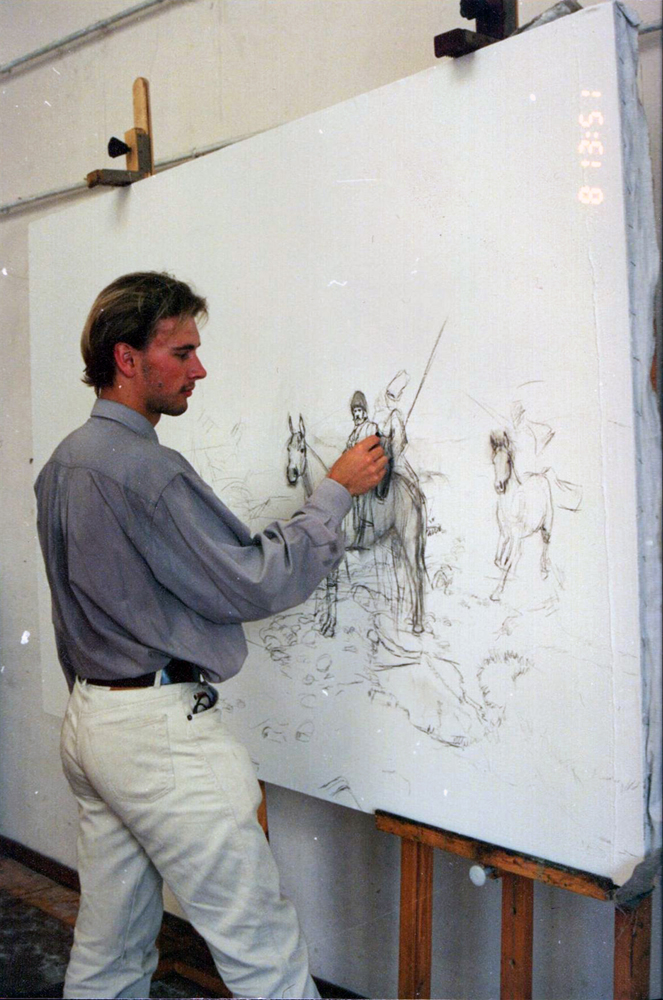
Kozhin nel processo di creazione di un quadro Rubicone storico

Kozhin Semyon Leonidovič è nato l'11 marzo del 1979 a Mosca. Suo padre, Leonid Arcadievič Kozhin, è ingegnere, mentre la madre, Irina Mickhajlovna Kozhina (da nubile Dajsciutova) è insegnante di lingua inglese.
1986–1988
Fece la comparsa in alcuni film, in particolare presso lo studio cinematografico Gorkij.
Negli anni di studio alla scuola media (1988—1990), Kozhin frequentava anche la Scuola d'arte Krasnopresnenskaja di Mosca.
Nel 1990 s'iscrisse al primo anno del Liceo Accademico d'Arte di Mosca presso l’Accademia d’Arte Russa. Insieme alla scolaresca partecipò ad alcuni viaggi d'istruzione con lezioni “en plein air” in varie località russe (Velikie Luki, Rjazan', Isole Soloveckie, le città dell’Anello d’Oro della Russia). La sua tesi per il diploma fu una serie di illustrazioni al libro “Corso integrale della storia russa”.
Nel 1997 Kozhin s'iscrisse alla facoltà di pittura presso l’Accademia Russa di Pittura, Scultura e Arte architettonica. Nel 2001 ricevette una commessa per eseguire un piccolo quadro intitolato “La festa”. Ideò e realizzò due varianti della composizione “Maslenitza. Addio all'inverno.” Nel 2002 il giovane artista fa apprendistato presso la bottega del maestro paesaggista Alexandr Pavlovič Afonin. Nel 2003 si laurea presentando alla discussione della tesi il quadro “Monastero di Ferapontov”. 
Dal 2000 l'artista partecipa attivamente alle mostre. Dipinge vari paesaggi, natura morta, scene di vita quotidiana e storiche. Il pittore si rivolge a varie tecniche pittoriche, come l’acquerello, guazzo e tempera, pittura acrilica e quella ad olio.
Attualmente l'artista vive e lavora a Mosca.
Negli anni 2001-2002 compie alcuni viaggi in Inghilterra dove esegue una serie di studi dal vero in cui riproduce le immagini del villaggio inglese Haddenham (Buckinghamshire). 
Nel 2004 l'artista illustra in acrilico un libro per bambini dedicato alla biografia del celebre tenore italiano Luciano Pavarotti (il libro è stato pubblicato in Corea). Di seguito crea una serie di disegni a matita ispirati alle fiabe dei fratelli Grimm “Rapunzel” e “Hänsel e Gretel”.
2005-2015. In questi anni l'artista viaggia molto visitando vari luoghi in Russia (le regioni di Tver’ e di Kaluga, l'Anello d'Oro della Russia, Monti Urali) e all'estero, dove dipinge una serie di quadri con immagini ambientate in Inghilterra, Malta, Irlanda, Svizzera, Grecia, Turchia, Spagna, Italia e in altri paesi. Il posto principale nella produzione artistica di Kozhin appartiene al paesaggio emotivo, dominato da un disegno marcato e nello stesso tempo invaso da delicate tonalità cromatiche di viola e azzurro. Un'attenta osservazione della natura s'unisce nelle opere dell'artista ad uno studio ponderato del colore e della composizione. Talvolta il pittore nella sua opera ricorre alla fantasia facendo riferimento alle scene di vita quotidiana e alle composizioni storiche.
Tra i molteplici paesaggi di Mosca, di San Pietroburgo e di Kolomenskoe, i quadri di carattere storico e le raffigurazioni di vita quotidiana, nonché vari studi eseguiti dall'artista negli anni 2000 – 2015, ci sono le seguenti opere: “Il vicolo di Granatnyj”, “Ivan Kupala. Divinazione su coroncine di fiori”, “Nei pressi del Convento di Novodevičij”, “La caccia russa”, “Nuovo Albione. Il galeone “Golden Hind” del Sir Francis Drake”, “Valaam. La macchia folta del bosco”, “Maslenitza. Addio all'inverno”, “Una vecchia quercia nel Kolomenskoe”, “Divinazione natalizia”, “La cacciatrice”, “Veduta di Mosca con un grattacielo” e altre. Il pittore è rapito dal fascino delle città notturne, le cui raffigurazioni rivelano lievi segni di turbamento e di una forte espressività nella tecnica rappresentativa, causate dall'influsso dell'impressionismo. Nasce un'intera serie di paesaggi notturni: “La notte di Capodanno. Magazzino Eliseevskij”, “Cattedrale di San Basilio”, “Tower Bridge”, “Wellington Arch” e altri.
Oltre al tema urbanistico, Kozhin si rivolge anche ai soggetti tradizionali della pittura paesaggistica, cogliendo qualsiasi occasione per farlo. Alle vedute panoramiche con una moltitudine di planimetrie chiaramente leggibili, che spaziano su un vasto territorio, l'artista preferisce i soggetti “da camera”: un angolo del giardino, uno scorcio del bosco innevato, il gioco della luce sullo specchio d'acqua. Con la sua grande sensibilità verso la mutevole bellezza della natura il pittore riesce a trasmettere le svariate sfumature di ogni suo cambiamento, come per esempio nelle opere “L'orto della nonna”, “Dicembre” e ”Bodrum. Alba rosa”.
Dopo un ennesimo viaggio in Gran Bretagna l'artista dipinge una serie di acquerelli incantato dalla maestria degli acquerellisti inglesi. Nel 2003 ad Oxford nell’Ashmolean Museum egli visita la mostra intitolata “La poesia della verità”, dove erano esposti acquerelli di enormi dimensioni. In seguito il pittore realizza con la tecnica di acquerello alcuni dipinti: “Malta”, “Le monti di Connemara”, “Notley Abbey in Inghilterra” e altri. Queste opere sono pervase d'aria e di leggerezza intrinseca dell'acquerello. Il pittore utilizza le tecniche di pittura sia su carta asciutta che su quella bagnata ottenendo un effetto di preziosità artistica.
Negli anni 2000 – 2006 Kozhin spesso si rivolge al genere di natura morta. In essa, come nel paesaggio, l'artista non si limita ad una semplice contemplazione della forma e del colore ma ricorre alle tecniche della pittura fiamminga, creando le nature morte su tavole con parchettatura. Le sue composizioni, piene di allusioni associative, sono ideate con molta originalità e si distinguono grazie alla complessità d'esecuzione e di tecnica pittorica, come per esempio, “La natura morta con astice”, “La natura morta con le conchiglie”, “La natura morta con fiori. Imitazione della pittura fiamminga”.
Negli anni 2001—2007 Kozhin si rivolge all'arte storica creando una serie di schizzi e dipinti dedicati alla Guerra patriottica del 1812. Tra le opere di questo ciclo ci sono “Cerimonia funebre per A.A. Tučkov”, “Il Rubicone. La traversata del fiume dalla squadriglia di Denis Davydov. 1812”,  “La fuga di Napoleone dai Cosacchi”. La scelta della tematica e la sua rappresentazione sono consone alle attitudini personali dell'autore, piene di patriottismo e di amore per la libertà. Negli anni 2002-2005, le opere esposte nelle rassegne dell'associazione artistica “Primavera”, presso il Palazzo Centrale dell'Artista, lo resero famoso e contribuirono alla sua affermazione come maestro della pittura storica. 
Kozhin spesso sperimenta nuove tecniche conferendo alle immagini un effetto volumetrico,  trasparente e multistrato. Nelle sue opere, la tecnica della pittura liscia si alterna con pennellate energiche e con la stesura del colore a velature sovrapposte nelle zone chiare, rendendo all'oggetto dipinto volume e profondità. Negli anni 2006—2015 le opere di Kozhin hanno riscosso successo nelle mostre ed aste dedicate alla pittura russa svoltesi negli USA, Svizzera, Gran Bretagna e Irlanda.
Le varie opere dell'artista si trovano nei musei e nelle collezioni private di Russia, Inghilterra, Svizzera, USA, Cina e di altri paesi.

## Mostre con la partecipazione di Semyon Leonidovič Kozhin
- 2001 — Viaggio artistico in Inghilterra. Mostra: Haddenham, Buckinghamshire
- 2002 — Rassegna collettiva dell'associazione artistica “Primavera” presso il Palazzo Centrale dell'Artista.
- 2003 — Mostra «Fresh art», Londra. Partecipazione alla mostra intitolata “Siamo tutti un po' cavalli”, a cura della galleria di antiquariato “Na Staromonetnom”.
- 2004 — Mostra “Inverno, inverno, ovunque inverno”. Serie di dipinti dedicati a Mosca e destinati all'allestimento degli interni di un istituto bancario. Mostra espositiva “L'energia dei fiori” nella Collyer Bristow Gallery di Londra.
- 2005 — Rassegna collettiva dell'associazione artistica “Primavera” presso il Palazzo Centrale dell'Artista. Mostra espositiva “Pittura russa moderna” nella Collyer Bristow Gallery di Londra. Mostra “Le tradizioni russe” organizzata nel Centro di restauro della Russia. Mostra “Le stagione dell'anno” presso la galleria di antiquariato “Na Staromonetnom”. Mostra “Le tradizioni russe”, Washington, USA. Mostra “La nuova pittura russa” presso la Oriel Gallery di Dublino, Irlanda.
- 2006 — Mostra “La pittura russa moderna”, Carlton Hotel di St. Moritz, Svizzera. Mostra “Londra – Parigi – New-York” nella Collyer Bristow Gallery di Londra.
- 2007 — Mostra intitolata “I vent'anni dell'Accademia” dedicata al ventesimo anniversario dell'Accademia Russa di Pittura, Scultura ed Arte architettonica, svoltasi all'interno del Maneggio di Mosca. Mostra “Il ciclo della vita” a cura di Bash Creation Art svoltasi nella cripta della cattedrale St. Pancras Parish di Londra. Rassegna ufficiale “Lo Sport -7” a cura dell'Agenzia Federale per la cultura fisica e lo sport, organizzata nel Centro Espositivo Panrusso (nella galleria “Art Olimp”).  Mostra intitolata “La festa della capitale” organizzata all'interno di Gostinyj Dvor. Mostra “Maestro 2007”, Centro Espositivo Panrusso. Mostra “La meraviglia russa”, Centro Espositivo Panrusso.
- 2008 — Mostra “La poesia della verità”, galleria "Les Oreades”, Palazzo Centrale dell'Artista. Mostra presso la società RAO JeES; partecipazione in veste di rappresentante del gruppo “Academia +” sotto il patronato della Fondazione Culturale della Federazione Russa. Mostra “L'Europa in primavera”, Oriel Gallery di Dublino, Irlanda. Partecipazione all'11-ma edizione dell'Asta “Scene quotidiane nella pittura russa. XX secolo”, a cura della Galleria dell'Arte Russa, Mosca.

Vernissage sul lungofiume Pushkinskaja, a cura dell'Agenzia del Marketing Sportivo JSA nell'ambito della Regata internazionale di Mosca. Edizione 72-ma dell'Asta “Pittori realisti moderni”, galleria “SOVKOM” (11 settembre 2008). Mostra dei giovani pittori paesaggisti, galleria “N-prospect”, San Pietroburgo.
- 2009 — Mostra “Pittura russa moderna”, Oriel Gallery di Dublino, Irlanda. Mostra “Le tradizioni dei tempi moderni”, nell'ambito del progetto “Il gioco d'immaginazione”, galleria “Shalyapin”, Mosca. Mostra Internazionale dell'Asia nord-orientale della pittura, fotografia, scultura e calligrafia (svoltasi in Cina, città di Changchun dal 31 agosto al 15 settembre del 2009); partecipazione grazie al patronato dell'Associazione dei Collezionisti di Altaj. Mostra personale nella galleria “Il gioco d'immaginazione” all'interno del locale dell'azienda editoriale FGUP “Izvestija”, Mosca. 6-a edizione della Rassegna Internazionale dell'arte moderna “RUSSIAN ART WEEK/Settimana dell'arte russa” (ebbe luogo nelle due capitali – a Mosca e a San Pietroburgo). Mostra dei giovani pittori realisti intitolata “L'attrazione del realismo”; salone espositivo della GUK GVZ (Ente Statale per la Cultura, Salone Espositivo Statale – nota del traduttore) “Galleria Izmajlovo”.
- 2008—2009 — Partecipazione ad una serie di mostre allestite all'interno della galleria “Elena”, Mosca.
- 2010 — Partecipazione all'Asta di beneficenza del 29 maggio a sostegno delle vittime dell'atto terroristico nella metropolitana di Mosca, organizzata dal sito “Investizii v iscusstvo” (“Gli investimenti nell'arte” – nota del traduttore).
- 2012 — Mostra personale “Immagini visibili”, Salone espositivo della “Casa d'Asta Russa”, all'interno di Gostinyj Dvor  (Mosca).
- 2015 – Mostra “Le storie della Crimea”; partecipazione in veste di rappresentante dell'associazione “Novyje peredvizhniki”, La Casa Centrale dell'Architetto. Mostra personale presso il “Complesso unico statale del museo storico-architettonico di belle arti e della riserva naturale e paesaggistica di Mosca” a Kolomenskoe.

## Le opere dell'artista fanno parte delle collezioni nei seguenti musei
- Raccolta museale del Liceo Accademico d'Arte di Mosca, Mosca.
- Museo dell'Accademia Russa di Pittura, Scultura e Arte architettonica, Mosca.
- Museo d'arte della regione di Kaluga, Kaluga.
- Museo locale di Kozel'sk, Kozel'sk.
- Museo Centrale Statale della storia moderna russa, Mosca.
- Complesso unico statale del museo storico-architettonico di belle arti e della riserva naturale e paesaggistica di Mosca “Kolomenskoe – Izmajlovo – Lefortovo – Ljublino”, Mosca.
- Museo di storia militare del 1812, Malojaroslavetz.
- Complesso museale “Il Museo di Mosca”, Mosca.
- Palazzo dei Murav'jov-Apostol, Mosca.
- Museo di belle arti di Surgut, Surgut.
- Galleria d'arte “Savitzkij” di Penza, Penza.

## Citazioni
(Tahir Salahov)
(Pogodin Vladimir)

## Filmografia
- 2011 — “Il creatore, non un semplice artigiano” – il documentario che tratta il lavoro creativo di Semyon Kozhin (il regista – Vladislav Artamonov)
- 2015 — “Gli uomini che fecero la Terra rotonda – l'Artista”

## Galleria d'immagini

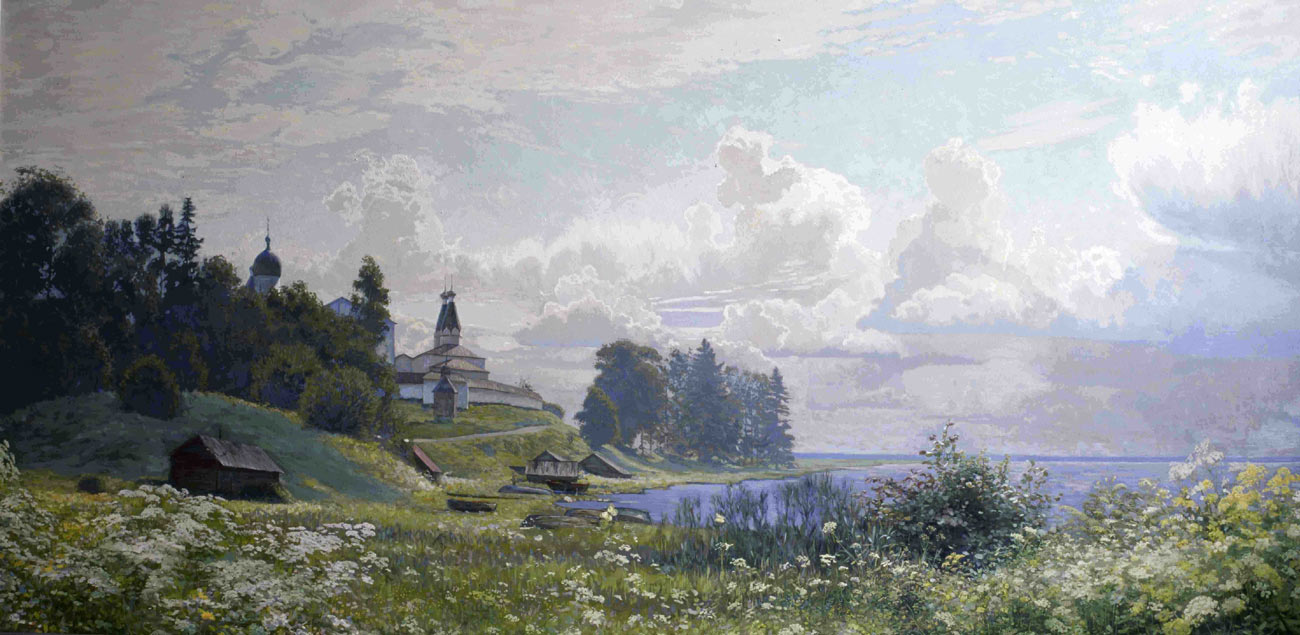
Monastero di Ferapontov. 2003
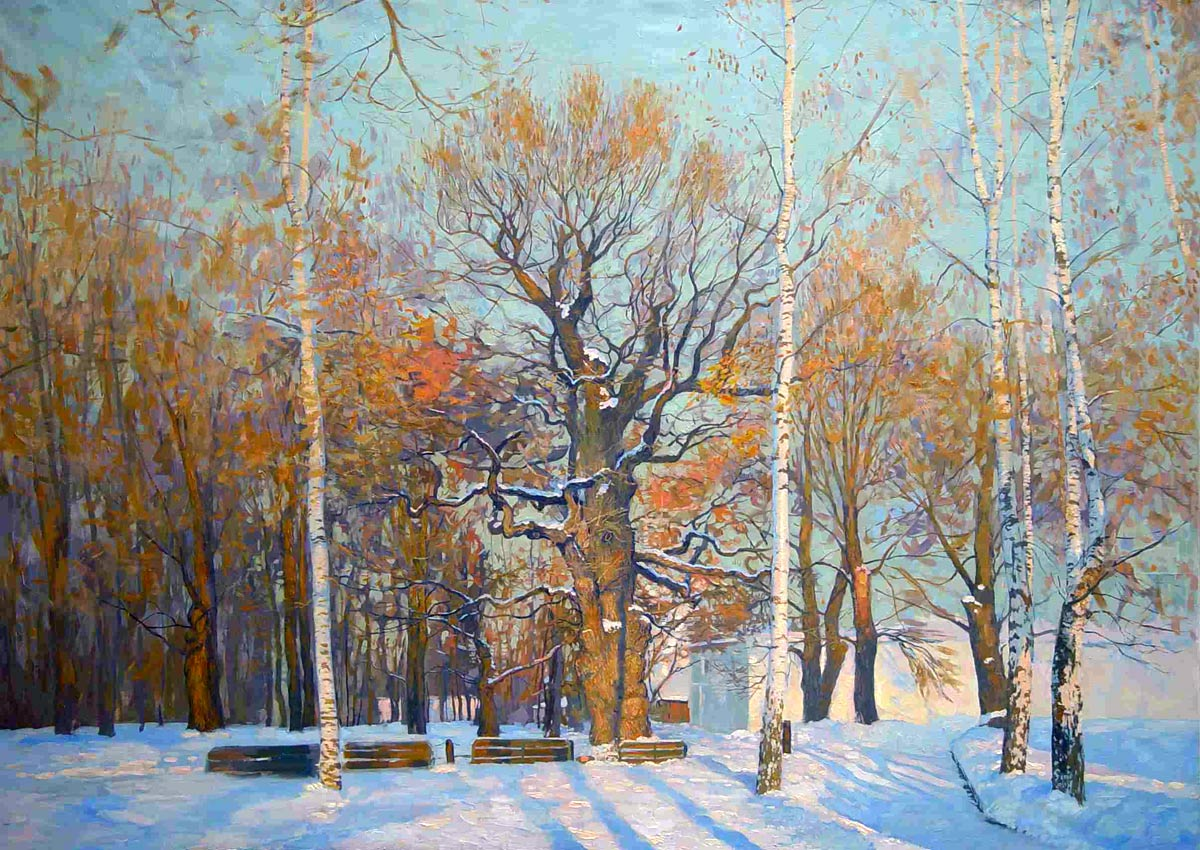
Una vecchia quercia nel Kolomenskoe. 2003
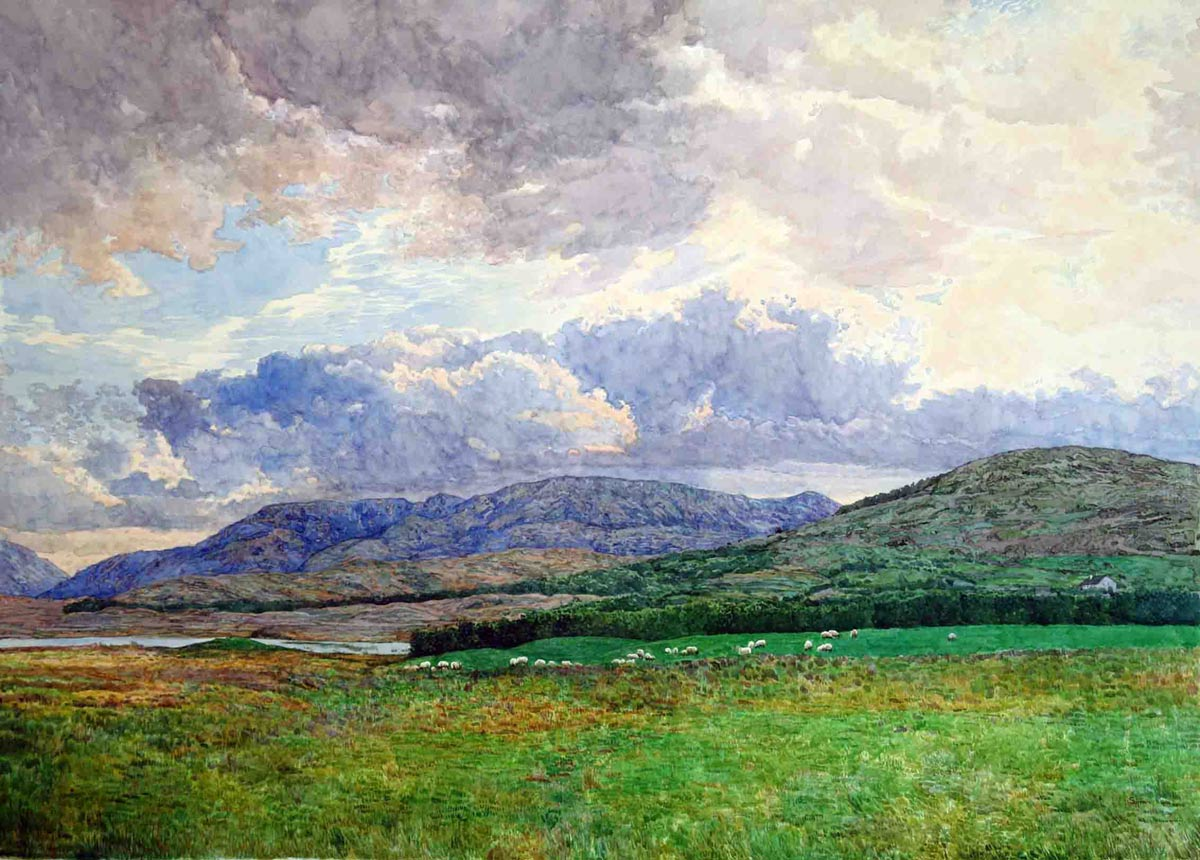
Le monti di Connemara. 2006
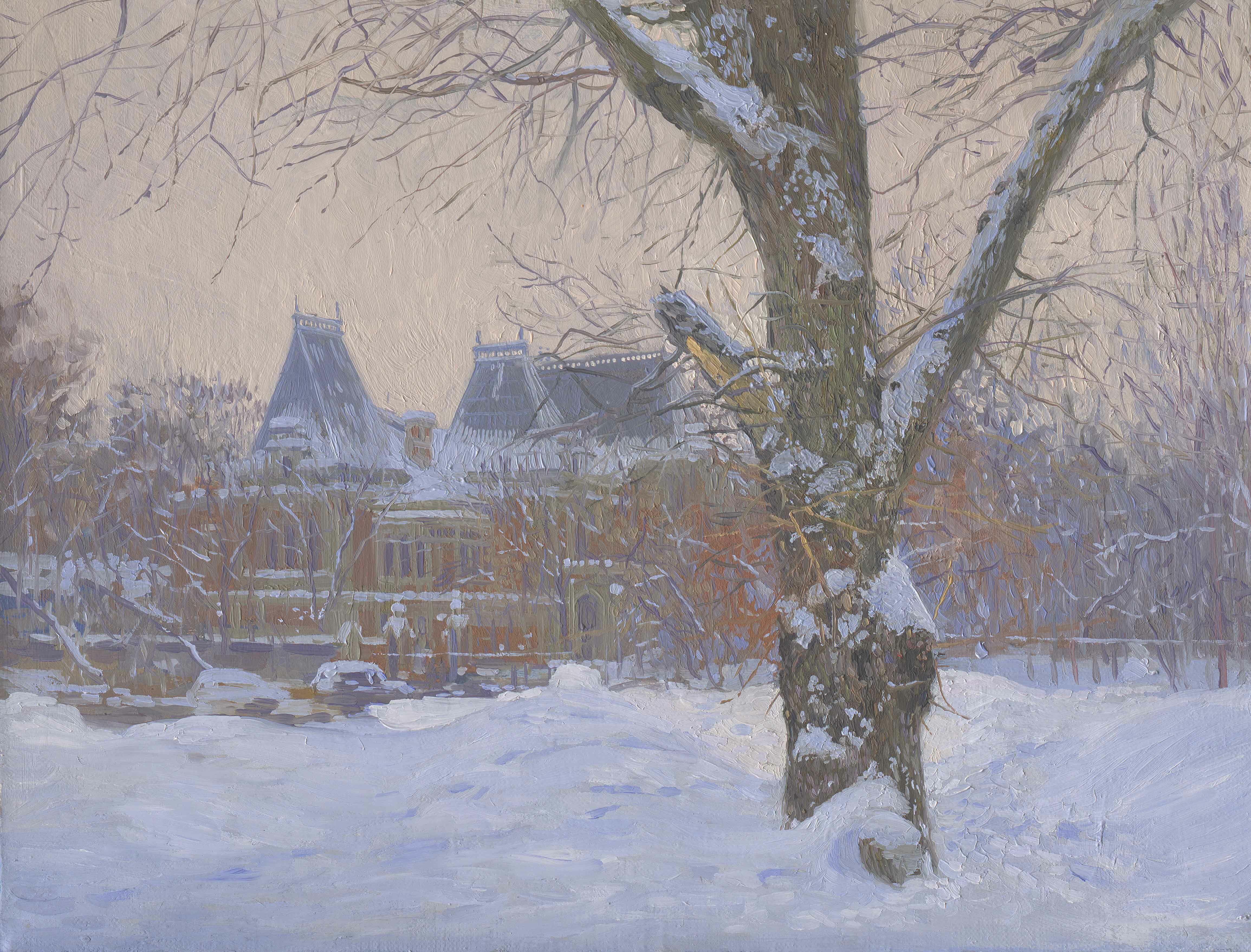
Il vicolo di Granatnyj. 2005
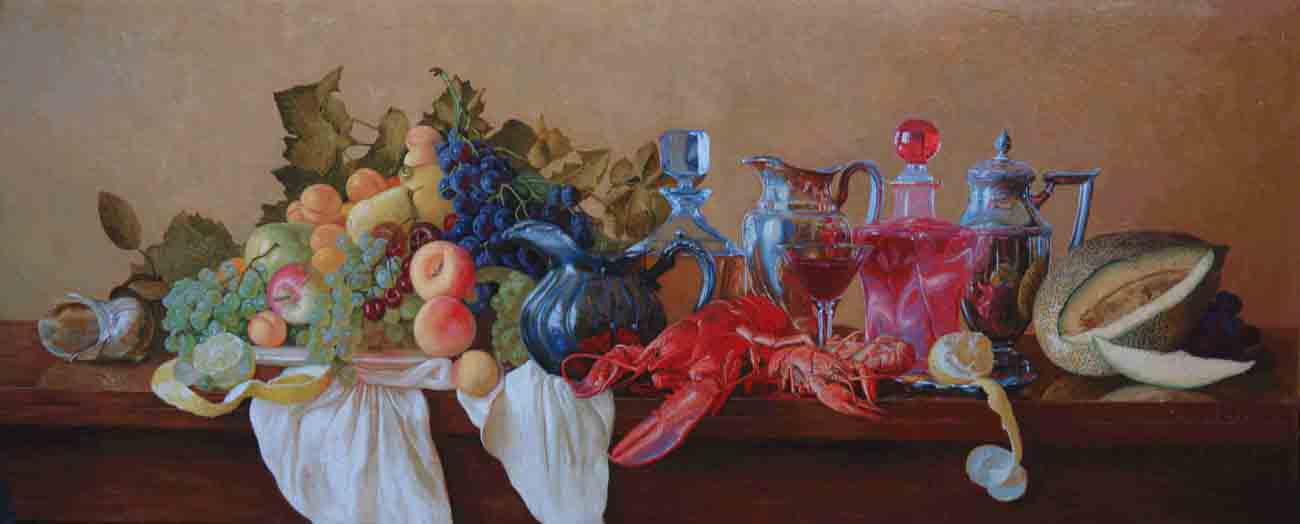
La natura morta con astice. 2006
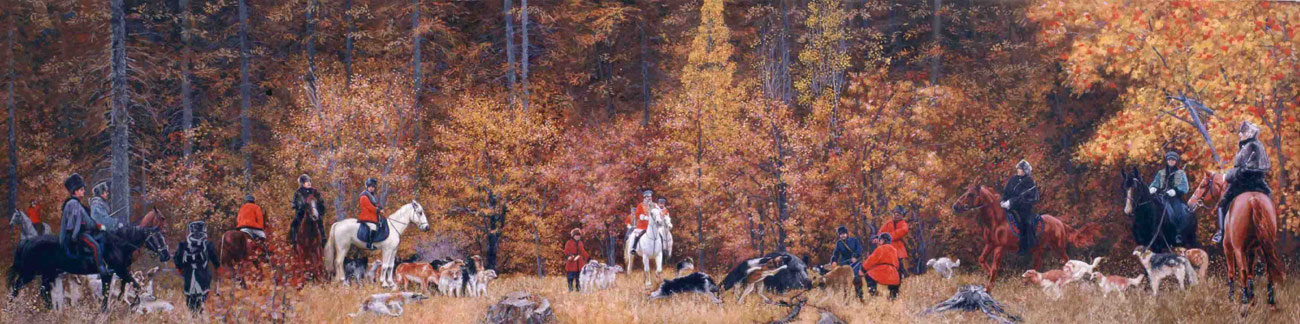
La caccia russa. 2007
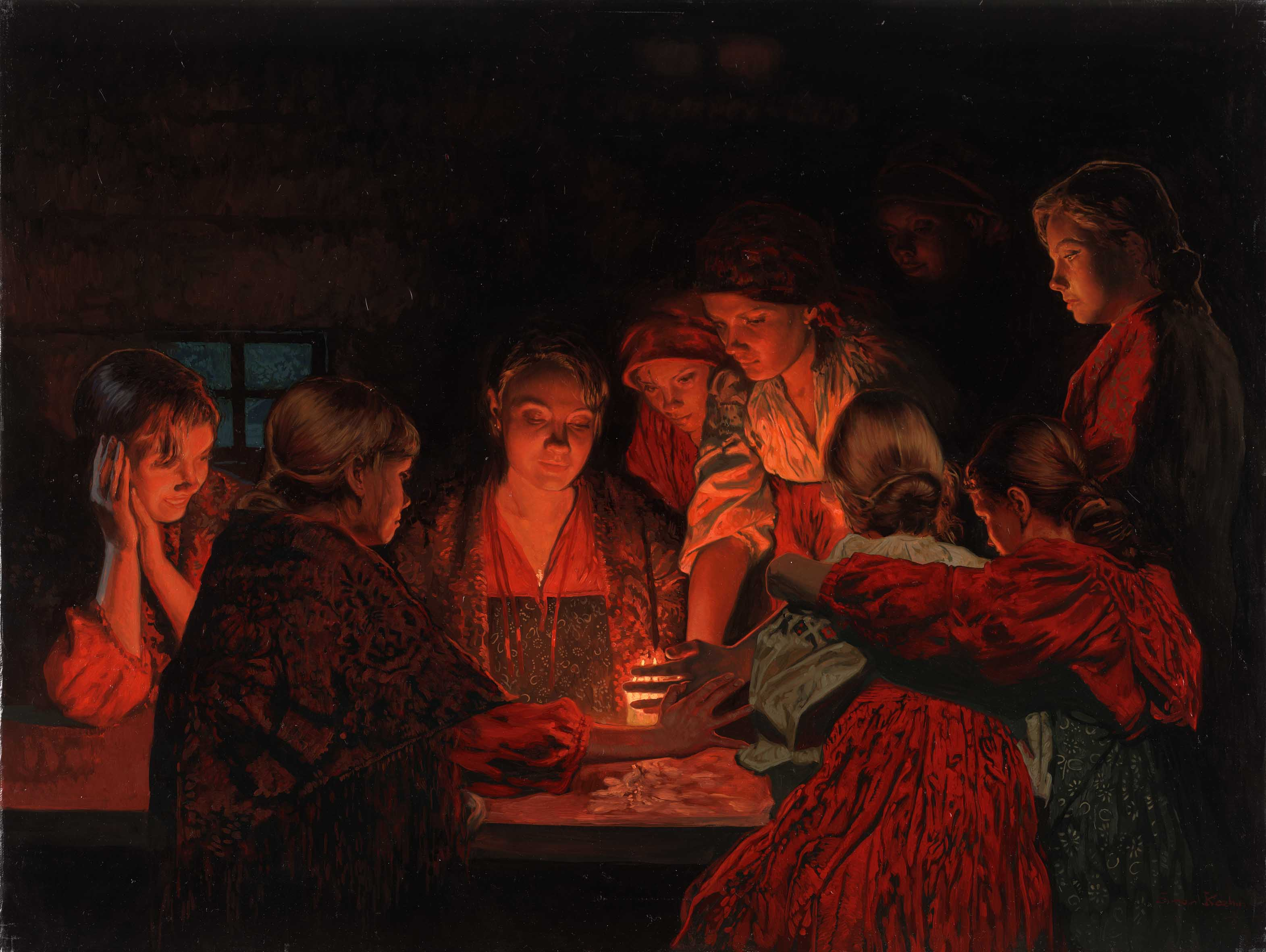
Divinazione natalizia. 2008
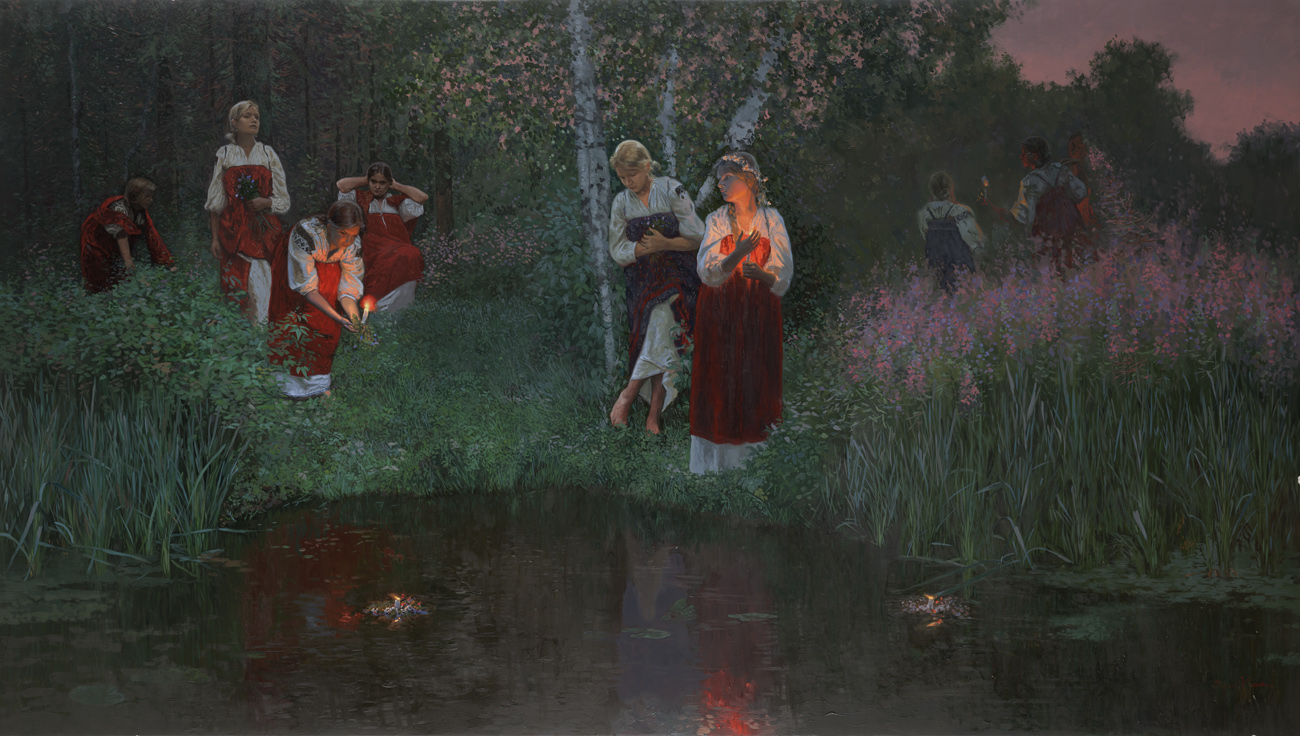
Ivan Kupala. Divinazione su coroncine di fiori. 2009
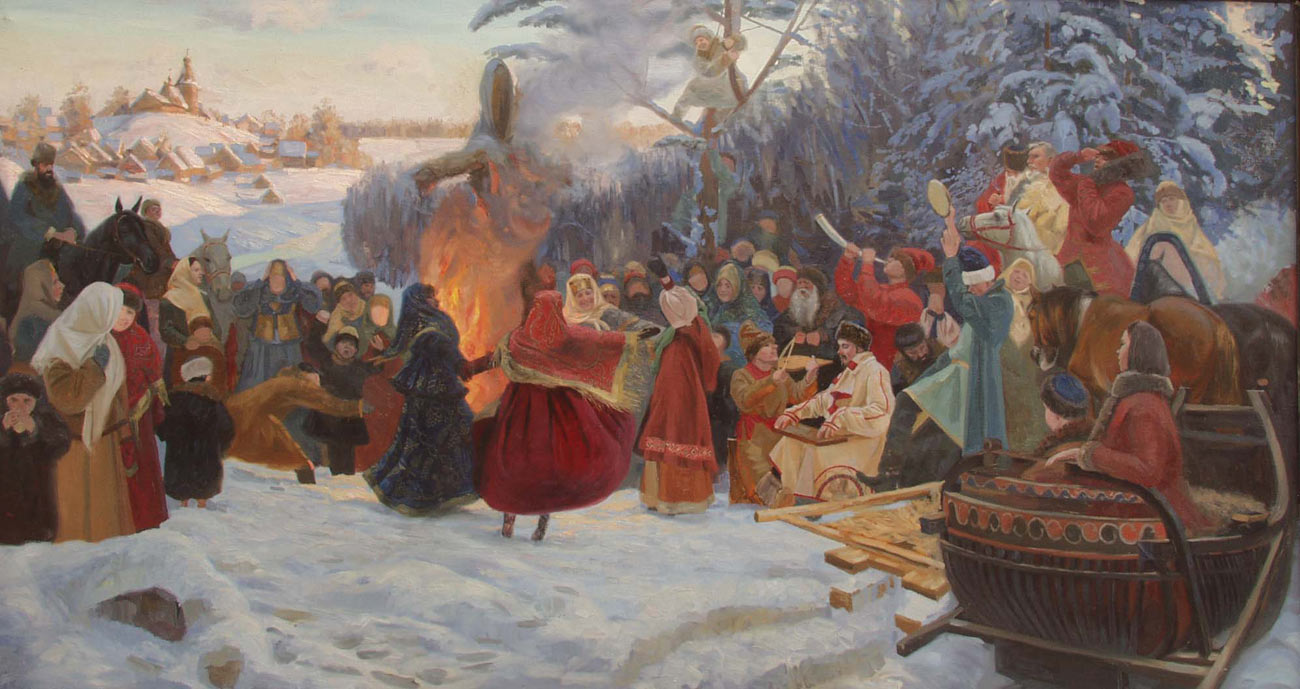
Maslenitza. Addio all’inverno. 2001
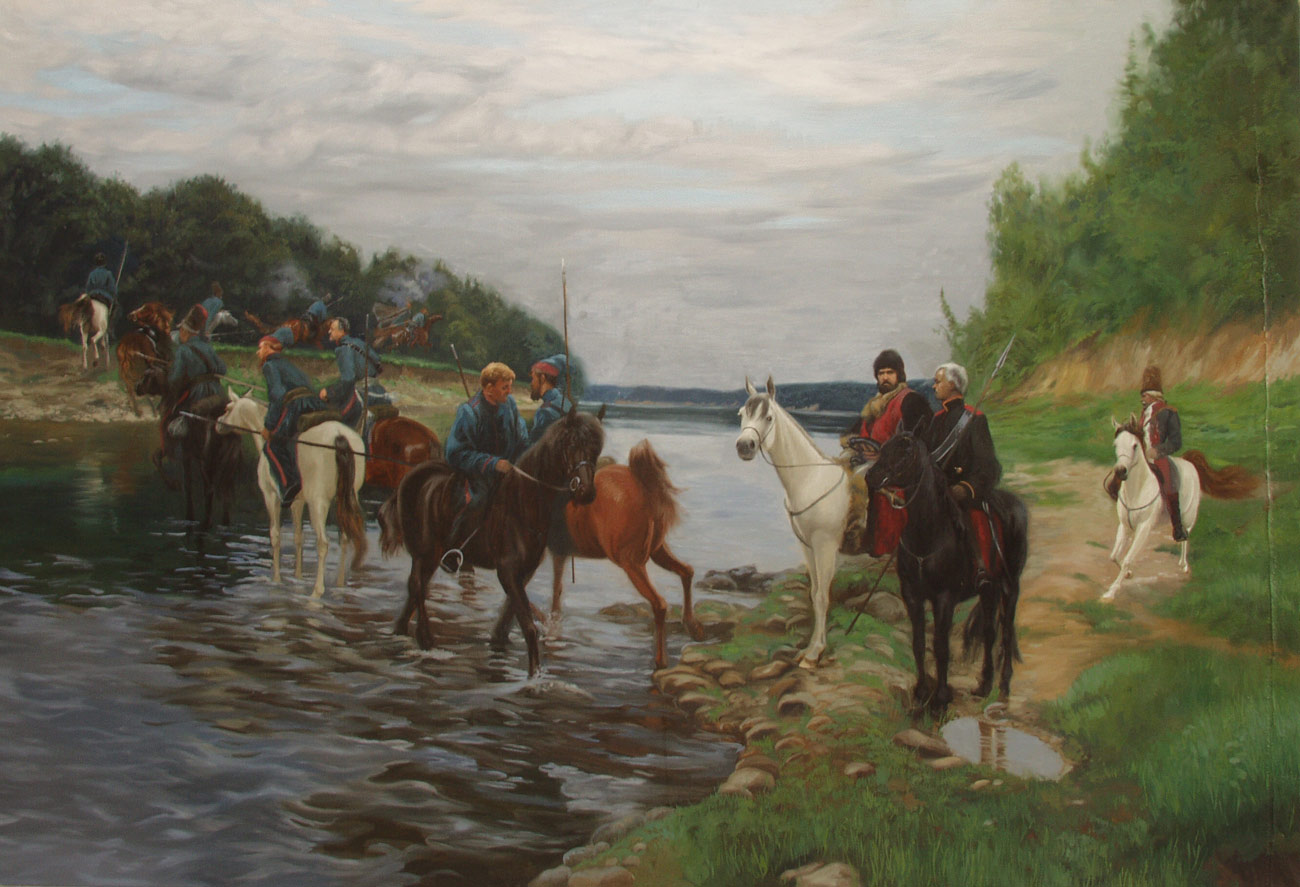
Il Rubicone. La traversata del fiume dalla squadriglia di Denis Davydov. 1812. 2001
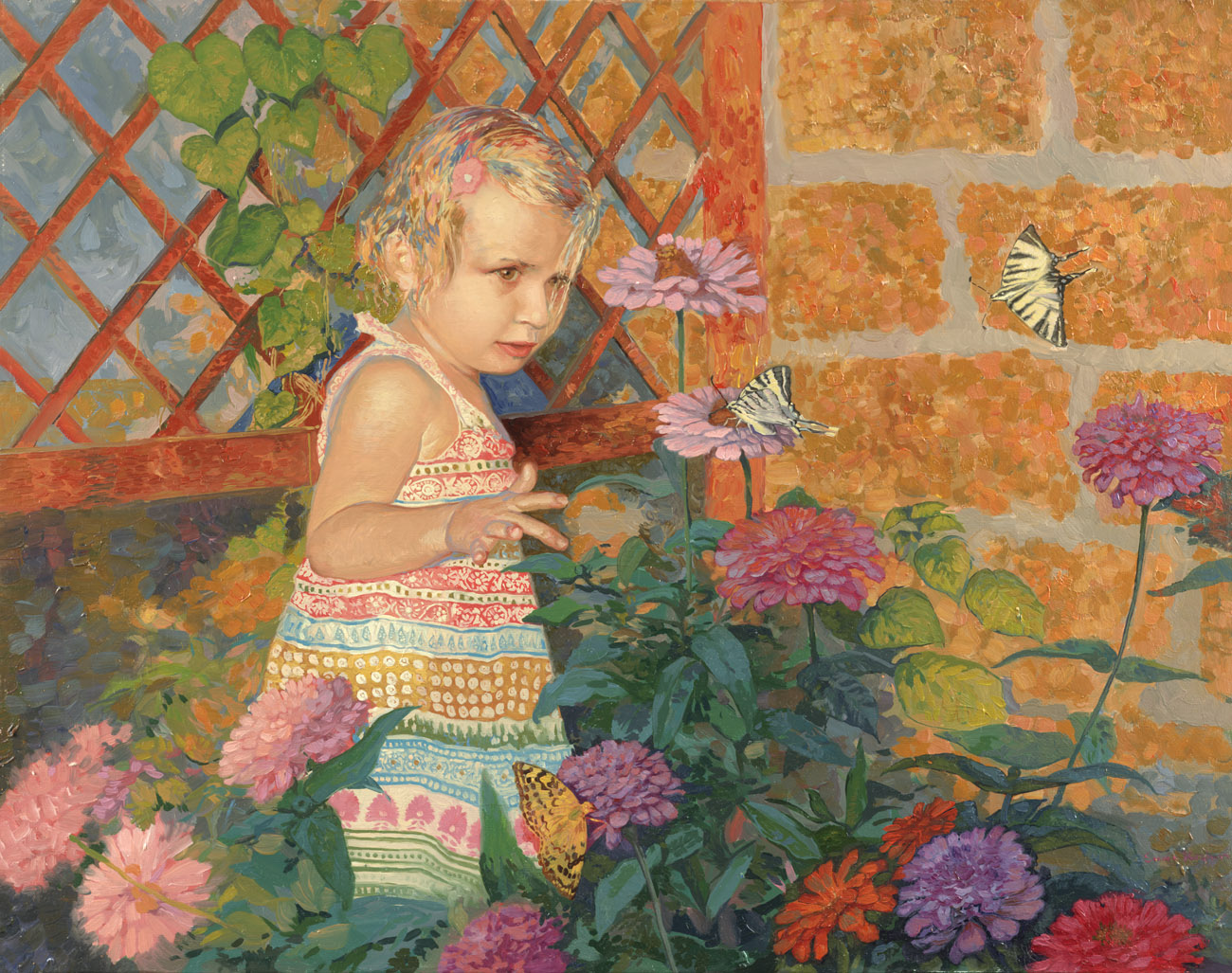
La cacciatrice. 2007